# Бурунди на Светском првенству у атлетици на отвореном 2023.
Бурунди је учествовао на 19. Светском првенству у атлетици на отвореном 2023. одржаном у Будимпешти од 19. до 27. августа деветнаести пут, односно, учествовао је на свим првенствима до данас. Репрезентацију Бурундија представљала су 6 атлетичара (4 мушкарца и 2 жене) који су се такмичили у 5 дисциплина (3 мушке и 2 женске).,
На овом првенству такмичари Бурундије нису освојили ниједну медаљу.
У табели успешности према броју и пласману такмичара који су учествовали у финалним такмичењима (првих 8 такмичара) Бурунди је са 1 учесником у финалу делио је 68. место са 2 бода.
| Плас. | Земља   | 1. место | 2. место | 3. место | 4. место | 5. место | 6. место | 7. место | 8. место | Бр. финал. | Бод. |
| ----- | ------- | -------- | -------- | -------- | -------- | -------- | -------- | -------- | -------- | ---------- | ---- |
| =68.  | Бурунди | 0        | 0        | 0        | 0        | 0        | 0        | 1        | 0        | 1          | 2    |

## Учесници
| Мушкарци: - Егиде Нтакарутимана — 5.000 м - Rodrigue Kwizera — 5.000 м, 10.000 м - Онеспхоре Нзиквинкунда — Маратон - Оливиер Ирабарута — Маратон | Жене: - Франсин Нијомукунзи — 5.000 м - Кавалин Нахимана — Маратон |

## Резултати

### Мушкарци
| Атлетичар              | Дисциплина | Лични рекорд | Класификације     | Класификације     | Полуфинале   | Полуфинале | Финале                | Финале       | Детаљи |
| Атлетичар              | Дисциплина | Лични рекорд | Резултат          | Место             | Резултат     | Место      | Резултат              | Место        | Детаљи |
| ---------------------- | ---------- | ------------ | ----------------- | ----------------- | ------------ | ---------- | --------------------- | ------------ | ------ |
| Егиде Нтакарутимана    | 5.000 м    | 13:03,61     | 13:37,53          | 10. у гр. 1       |              |            | Нису се квалификовали | 21 / 43 (44) |        |
| Родригу Квизера        | 5.000 м    | 13:04,57     | 13:35,81          | 10. у гр. 2       | 10 / 43 (44) |            | Нису се квалификовали |              |        |
| Родригу Квизера        | 10.000 м   | 27:25,47     |                   |                   |              |            | 28:00,29 ЛРС          | 7 / 22 (25)  |        |
| Онеспхоре Нзиквинкунда | Маратон    | 2:11:42      | 2:18:27           | 43 / 54 (63)      |              |            |                       |              |        |
| Оливиер Ирабарута      | Маратон    | 2:07:13 НР   | Није завршио трку | Није завршио трку |              |            |                       |              |        |

### Жене
| Атлетичарка         | Дисциплина | Лични рекорд | Класификације | Класификације | Полуфинале | Полуфинале | Финале                | Финале             | Детаљи |
| Атлетичарка         | Дисциплина | Лични рекорд | Резултат      | Место         | Резултат   | Место      | Резултат              | Место              | Детаљи |
| ------------------- | ---------- | ------------ | ------------- | ------------- | ---------- | ---------- | --------------------- | ------------------ | ------ |
| Франсин Нијомукунзи | 5.000 м    | 14:53,02     | 15:05,24      | 9. у гр. 1    |            |            | Није се квалификовала | 17 / 43 (44)       |        |
| Кавалин Нахимана    | Маратон    | 2:30:09      |               |               |            |            | Није завршила трку    | Није завршила трку |        |